# 彩の国大学コンソーシアム
彩の国大学コンソーシアム（さいのくにだいがくコンソーシアム）とは、埼玉県西部にキャンパスを有する8の私立大学によって構成されている友好交流協定である。
単位互換と公開講座を柱として活動を行っており、現在、そのうちの6大学において単位互換制度を実施している。

## 加盟大学
- 跡見学園女子大学（新座市）
- 埼玉医科大学（入間郡毛呂山町、日高市、川越市）
- 尚美学園大学（川越市）
- 駿河台大学（飯能市）
- 西武文理大学（狭山市）
- 東京家政大学（狭山市）
- 東京電機大学（比企郡鳩山町）
- 明海大学（坂戸市）

## 単位互換実施校
複数のキャンパスを持っている大学の場合は、埼玉県内のキャンパスで開講される授業が対象となる。
- 跡見学園女子大学
- 尚美学園大学
- 駿河台大学
- 西武文理大学
- 東京家政大学
- 東京電機大学